# San Diego Padres

San Diego Padres logo

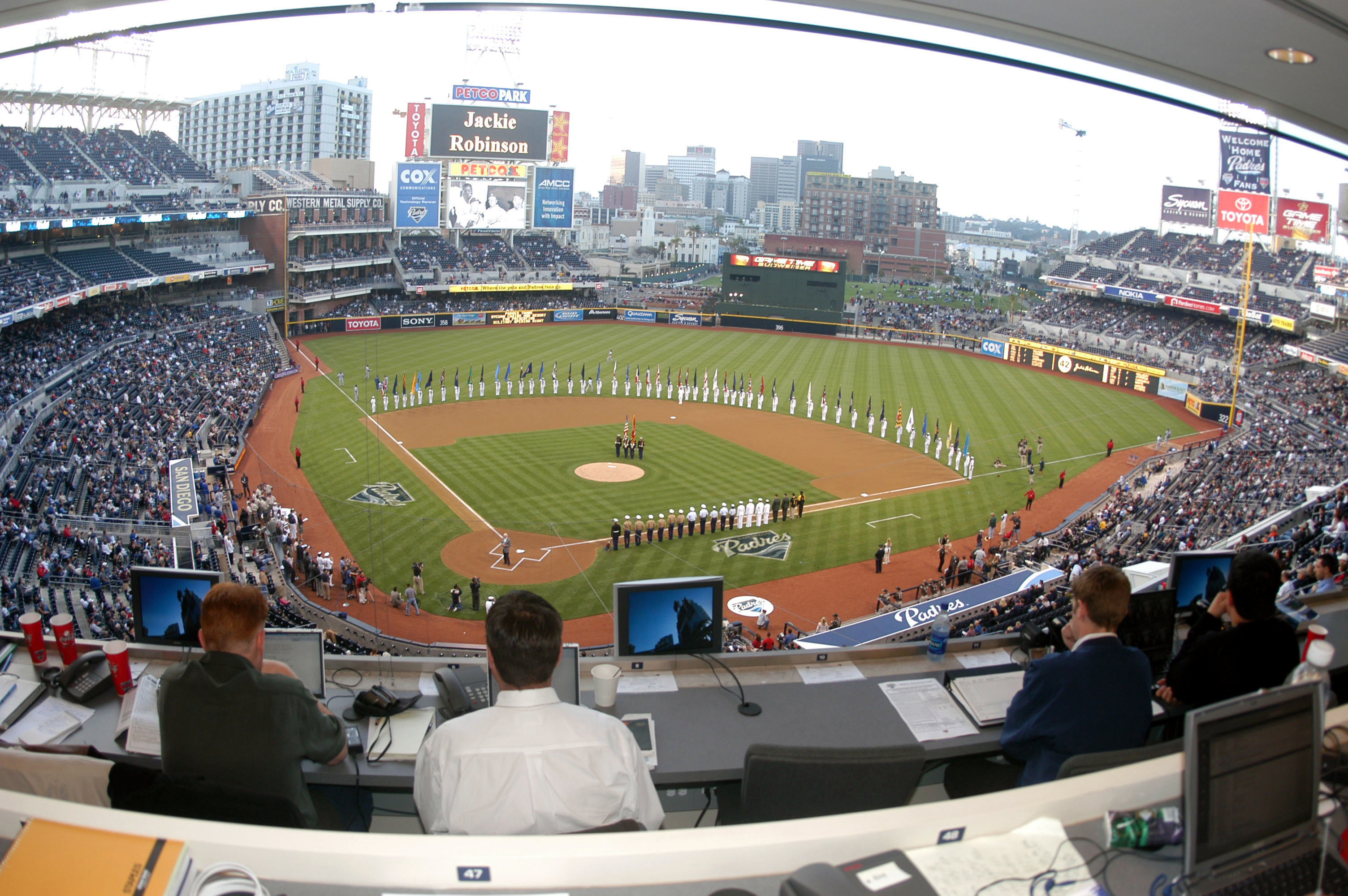
PETCO Park, domácí stadion Padres, 2004

San Diego Padres je profesionální baseballový klub z Major League Baseball, patřící do západní divize National League. Klub byl založen v roce 1969.
Za svou historii klub dvakrát vyhrál National League (v letech 1984 a 1998), ale ani jednou následující Světovou sérii. V prvním případě prohrál 1:4 na zápasy s Detroit Tigers, ve druhém 0:4 s New York Yankees.